# Milánó–Velence-vasútvonal
A Milánó–Velence-vasútvonal egy 267 km hosszú, normál nyomtávolságú vasútvonal Olaszországban, Milánó és Velence között. A vonal kétvágányú, 3000 V egyenárammal villamosított, Padovától négyvágányú, melyből kettő vágány nagysebességű.

## Története
A vasút első szakaszát Padova és Marghera között 1842 december 13-án nyitották meg. Ez volt a harmadik vasútvonal Itáliában. 1846 január 13-án egy 3,2 km hosszú híd épült a velencei lagúna felett Mestre és Velence között. A híd 222 nyílású, építéséhez 80 000 vörösfenyő cölöpöt használtak fel. Ezt követte a Padova-Vicenza szakasz átadása 1846 január 11-én, majd a Milánó-Treviglio szakasz 1846. február 15-én. A vonal villamosítása 1956-ban készült el.